# Михайлевицька сільська рада (Дрогобицький район)
Михайлевицька сільська рада — орган місцевого самоврядування у Дрогобицькому районі Львівської області з адміністративним центром у с. Михайлевичі.

## Загальні відомості
Історична дата утворення: в 1995 році. Водоймища на території, підпорядкованій даній раді: річка Бар.

## Історія
Львівська обласна рада рішенням від 7 жовтня 2008 року у Дрогобицькому районі уточнила назви Михайлевичівської сільради на Михайлевицьку

## Населені пункти
Сільській раді підпорядковані населені пункти:
- с. Михайлевичі

## Склад ради
Рада складається з 14 депутатів та голови.